# Gençlerbirliği SK
Gençlerbirliği Spor Kulübü je turecký fotbalový klub z tureckého hlavního města Ankary. Klub byl založen v roce 1923 a svoje domácí utkání hraje na stadionu Eryaman Stadyumu s kapacitou 20 560 diváků. Klubové barvy jsou červená a černá.
V sezóně 1986/87 vyhrál turecký fotbalový pohár.
Od roku 2020 za něj měl hrát český fotbalista Milan Škoda, který sem měl přestoupit z pražské Slavie. Nakonec se ovšem s tureckým týmem nedohodl na podmínkách a zamířil do jiného tureckého celku, do Çaykur Rizespor.